# Wilmer Olofsson
Wilmer Erik Gustav Olofsson, född 19 september 2005 i Stockholm, är en svensk fotbollsspelare som spelar för AFC Eskilstuna i Division 1, på lån från AIK.

## Klubblagskarriär

### Tidig karriär
Olofsson började spela fotboll i tidig ålder i moderklubben AIK. Efter att gått igenom klubbens ungdomsled flyttade Olofsson i augusti 2022 till AZ Alkmaar i Nederländerna som 16-åring. I den nya klubben representerade han AZ:s U18- och U19-lag i både inhemska tävlingar och i Uefa Youth League.
I mars 2023 gjorde Olofsson debut för AZ:s U21-lag (Jong AZ) som spelade i den nederländska andraligan. Han gjorde totalt fyra framträdanden för Jong AZ. 

### AIK
Den 22 juli 2025 värvades Olofsson tillbaka av moderklubben AIK, där han kom att skriva på ett kontrakt till och med den 31 december 2028.

#### Lån till AFC Eskilstuna
Den 31 juli 2024 lånades Olofsson ut till AFC Eskilstuna fram till och med den 30 november 2025. AIK:s Head of scouting Fredrik Wisur Hansen kommenterade utlåningen med att planen från första början var att låna ut Olofsson till en så pass hög och utvecklande nivå som möjligt.
Han gjorde sin debut för AFC Eskilstuna den 2 augusti 2025 när han startade och spelade hela matchen mot IFK Haninge som laget vann med 3–2 på Tunavallen.